# 拉多斯拉夫·科瓦奇
拉多斯拉夫·科瓦奇（捷克語：Radoslav Kováč，1979年11月27日—）捷克足球运动员，司職後衛，于2011年夏季由韋斯咸轉投瑞士足球超级联赛球會。

## 生平

### 球會

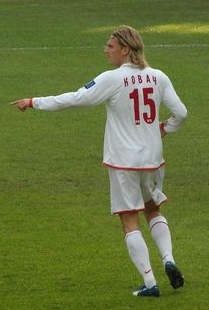
穿上莫斯科斯巴達球衣的高華

他出身於捷克一家名不見經傳的球會──奥洛穆茨西格玛，司職後衛鎮守後防中路，但其防守能力使他有時也被拉作扮演中場角色。
他曾在國內效力班霸布拉格斯巴达，贏過一屆捷克聯賽冠軍(2005)；至2005年起加盟了俄羅斯球會莫斯科斯巴達。2009年1月30日被外借到英超球隊韋斯咸直到餘下球季結束，上陣9場及射入1球後，於2009年8月14日正式加盟韋斯咸，轉會費沒有透露，簽約三年。
2011年6月24日於韋斯咸降班英冠後，高華轉投瑞士足球超级联赛球會，轉會費沒有透露。

### 國家隊
他在國際賽最早見於2004年10月9日的世界盃外圍賽，當時是捷克對羅馬尼亞的賽事，時捷克贏1-0。但他在國際大賽的成績卻強差人意，2006年世界盃僅打了第一圈便出局；2008年歐洲國家盃他也是只打了第一圈便打道回府。
2009年4月8日拉多斯拉夫·科瓦奇卷入於1-2負於鄰國斯洛伐克後嫖妓醜聞，是六名被永久禁止代表國家隊的球員之一。

## 榮譽
- 捷克足球甲級聯賽：2005年；

## 外部連結
- 足球数据库：拉多斯拉夫·科瓦奇的球员统计数据
- ČMFS entry （捷克文）